# Tashkumyrodon desideratus
 Tashkumyrodon desideratus  — викопний вид ссавців ряду Докодонти (Docodonta), що існував у юрському періоді (164,7 млн років тому). Скам'янілі рештки виду (голотип ZIN 85279 ) знайдені у відкладеннях формування Балабансай поблизу міста Таш-Кумир у Ферганській долині в Киргизстані Вид відомий тільки по рештках лівих нижніх молярів.